# Bård Faust
Bård Faust o semplicemente Faust, pseudonimo di Bård Guldvik Eithun (Hedmark, 21 aprile 1974), è un batterista norvegese, noto principalmente per il suo ruolo di ex-batterista degli Emperor.

## Biografia
Faust è stato batterista degli Emperor durante i loro esordi. Con il gruppo ha inciso l'EP Emperor (1993) e il primo disco in studio In the Nightside Eclipse (1994), uscito postumo al suo arresto per l'omicidio di un omosessuale.
La notte del 21 agosto 1992 Faust, mentre camminava in un parco, venne notato da un ragazzo, tale Magne Andreassen, che gli avrebbe fatto delle avances. Faust finse di acconsentire e lo seguì nella foresta dove lo uccise con 37 coltellate, tornò poi a casa, si lavò e si mise a dormire come se nulla fosse stato. Inizialmente la polizia non aveva sospetti sui quali indagare, ed Eithun rimase impunito in libertà per circa un anno. Tuttavia, aveva confessato l'omicidio a Øystein "Euronymous" Aarseth, Varg Vikernes, e ad altri membri della scena black metal norvegese. Dopo l'omicidio di Aarseth da parte di Vikernes nell'agosto 1993, Eithun venne arrestato e confessò l'omicidio di Andreassen. Faust venne condannato a 14 anni di carcere, ma scontò solamente 9 anni e 4 mesi. Alcuni di quelli che lo interrogarono affermarono in seguito che Faust sembrava avesse completamente dimenticato la vicenda e non mostrasse nessun rimorso per l'accaduto. Pare che il motivo dell'omicidio non fosse per ragioni di odio, visti anche gli ottimi rapporti con Gaahl (ex Gorgoroth, God Seed), dichiaratamente omosessuale, ma per il puro gusto di uccidere una persona.
Uscito di galera nel 2001, ha ripreso la sua attività musicale con gli Scum, gli Aborym e i Blood Tsunami, oltre a scrivere testi per gli Zyklon, band fondata da Samoth, suo collega negli Emperor.
I suoi batteristi preferiti sono Ian Paice (Deep Purple), Bill Ward (Black Sabbath), Mats Ekström (Candlemass), Peter Criss (Kiss) e Dave Lombardo (Slayer).

## Discografia
L'anno indicato non è quello di pubblicazione, ma di registrazione.
- Emperor – Emperor EP – Split CD con Enslaved (1992) (Candlelight)
- Emperor – As the Shadows Rise EP (1992) (Nocturnal Art Prod)
- Emperor – In the Nightside Eclipse (1993) (Candlelight)
- Cadaver Inc. – Un passaggio parlato nella traccia Kill Tech inclusa nell'album Discipline (2000) (Earache)
- Ulver – Batteria in The Future Sound of Music nell'album Perdition City (2000) (Jester)
- Blood Tsunami – Demo (2005)
- Scum – Protest Life single-CD (2005)
- Scum – Gospels for the Sick (2005)
- Blood Tsunami – Thrash Metal (2006)
- Aborym – Generator (2006)
- Blood Tsunami – Grand Feast For Vultures (2009)
- Aborym – Psychogrotesque (2010)
- Aborym – Dirty (2013)